# 横浜市水道局
横浜市水道局（よこはましすいどうきょく、英: Yokohama Waterworks Bureau）は、神奈川県横浜市内における上水道の供給および市内の鶴見区・神奈川区・西区・中区・保土ケ谷区・旭区・磯子区・戸塚区の全域と栄区の一部に工業用水道を供給する地方公営企業である。

## 創設
- 1885年（明治18年） - 神奈川県知事が英国人技師ヘンリー・スペンサー・パーマーを顧問に迎え、相模川と道志川の合流地点の三井（現在の相模原市緑区三井）を水源に水道の建設に着手。
- 1887年（明治20年）10月 - 日本初の近代水道として給水を開始。給水開始時は水道に関する法律もなく、水道事業は神奈川県によって運営されていた。
- 1889年4月（明治22年） - 市制施行により横浜市が誕生
- 1890年（明治23年） - 日本で初めて水道に関する法律として水道条例が制定。これに伴い、水道事業は市町村が経営することとなり、同年4月から横浜市に移管され市営として運営されるようになった[2]。
- 1952年（昭和27年）10月1日 - 地方公営企業法が施行され、水道局と横浜市交通局が地方公営企業として独立採算制になる。

## 現況
2014年度の横浜市の総人口は3,712,170人、総世帯数は1,809,034世帯。これに対し供給人口・供給戸数はそれぞれ3,712,122人・1,809,013世帯で、普及率は100%に近い。同年度の一日平均給水量は1,143,245m3、年間給水量は417,284,300m3であった。本庁は、旧横浜市庁舎から徒歩10分ほどの中区山下町の日土地山下町ビル北緯35度26分46.8秒 東経139度38分43.4秒に所在していたが、新市庁舎開業に伴い庁舎内に移転した。

## 施設

### 浄水場
- 川井浄水場（横浜市旭区上川井町2555番地北緯35度30分3.6秒 東経139度29分20.3秒）

1897年から1901年にかけての、横浜水道第1回拡張工事により築造された。現在稼働中の3つの浄水場の中では最古のものである。
西谷浄水場とともに道志川・相模湖双方の原水を処理していたが、水処理の効率化の観点から「横浜水道長期ビジョン・10か年プラン」（2006年）で「1水源1浄水場」及び「自然流下系の優先」の方針が示され、2014年度（平成26年度）から道志川系統の浄水場として一本化された。当初の処理能力1000m3から順次増強され、2014年4月の再整備完了により172,800m3の標準処理能力を持つ。この再整備事業は、メタウォーター社を筆頭株主とする特定目的会社「ウォーターネクスト横浜株式会社」によるPFI事業方式で進められ、セラミックス膜ろ過方式が採用された。浄水場施設の資金調達から建設・運営・維持管理・汚泥の有効活用までを民間企業が一括して行う事業方式は日本初であり、セラミック膜ろ過施設としては日本最大規模である。市民の公募により「セラロッカ」の愛称が付けられた。配水池上の太陽光発電設備や、取水部からの高低差を活用したマイクロ水力発電装置も設けられた。

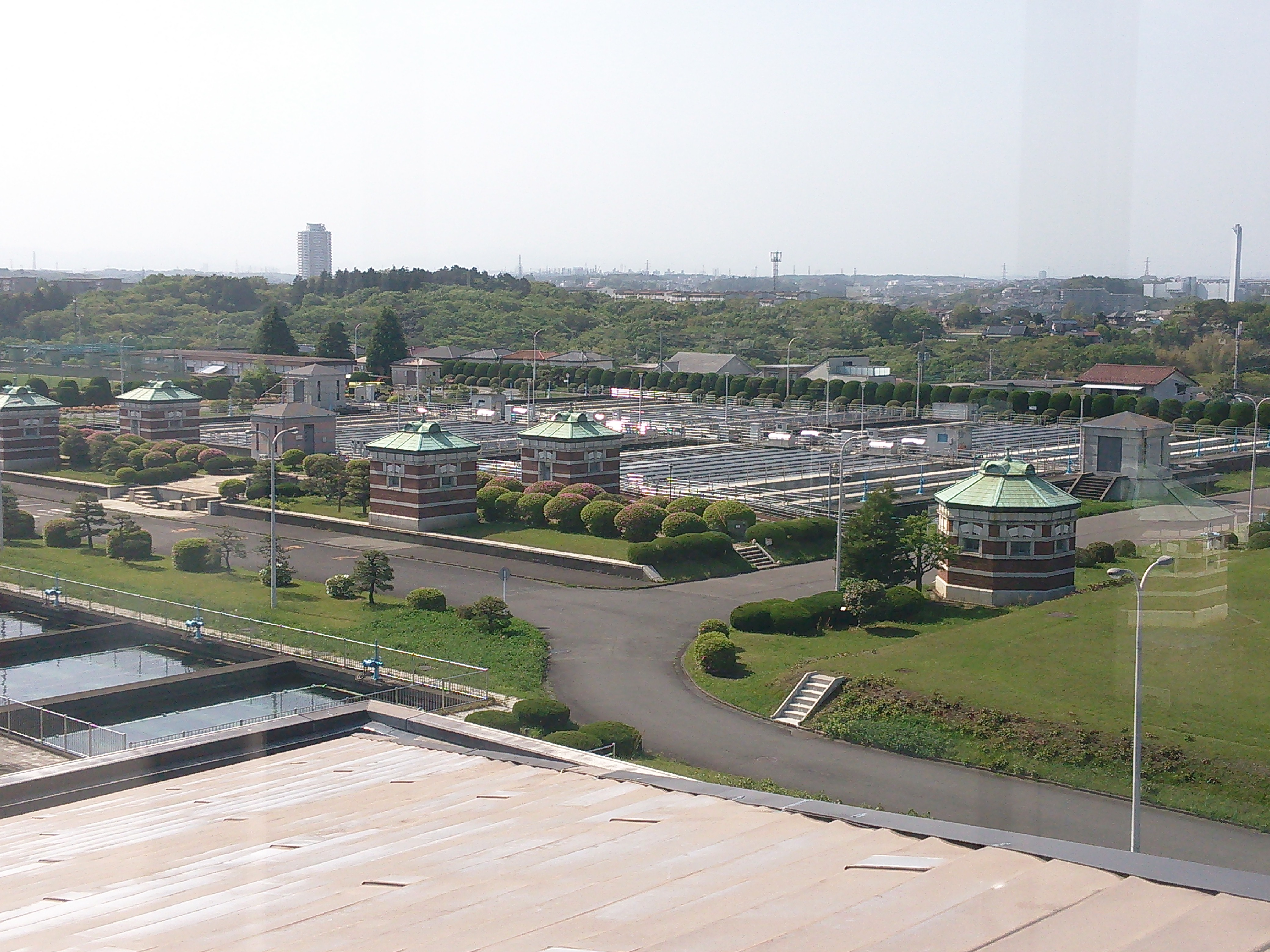
西谷浄水場

- 西谷浄水場（横浜市保土ケ谷区川島町522番地北緯35度27分52秒 東経139度34分10.6秒）

1915年に開設された。1日当たりの標準処理能力は73,360m3から、数度の増強工事を経て1980年には356,000m3となった。さらに、今後394,000m3まで増やすことが検討されている。
道志川系統には川井浄水場と西谷浄水場、相模湖系統には川井浄水場と西谷浄水場に加えて鶴ケ峰浄水場が置かれていたが、先述の「横浜水道長期ビジョン・10か年プラン」（2006年）の「1水源1浄水場」及び「自然流下系の優先」の方針により、2014年度（平成26年度）から相模湖系統の浄水場として一本化された（鶴ケ峰浄水場は廃止）。さらに2022年（令和4年）からリニューアル工事に着手し、混和池の増設などが進められており、2033年度（令和14年度）の完了を見込んでいる。
1915年（大正4年）に築造された、ろ過池整水室上屋4棟、配水池浄水井上屋1棟、配水池配水井上屋1棟は、1997年（平成9年）6月に国の登録有形文化財に登録された。場内の国登録有形文化財の歴史的建造物6棟については再整備の関係で2022年（令和4年）11月からの曳家工事で移設された。
敷地内に横浜水道記念館（2021年閉館）と、3号配水池上部に横浜FC LEOCトレーニングセンターを併設している。1887年に水道創設を記念して横浜駅（現 桜木町駅）前に建てられた噴水塔は、横浜水道記念館前に移設されている。
- 小雀浄水場（横浜市戸塚区小雀町2470番地北緯35度21分57.4秒 東経139度30分39.5秒）

1965年に、横須賀市との共同施設として竣工した。馬入川（相模川下流）の寒川取水堰を水源とし、1日当たり1,009,200m3の標準処理能力を持つ。港南区、旭区、金沢区、港北区、戸塚区、栄区、泉区など横浜市南部約1/3、横須賀市の1/2の水道水の供給を受け持つ。
- 鶴ケ峰浄水場（横浜市旭区鶴ケ峰本町2-39-1北緯35度28分48.1秒 東経139度32分43.3秒）

1961年に、横浜初のオートメーション式浄水場として建設された。一日当たりの標準処理能力は106,400m3で、沼本ダムで取水した原水を処理し、旭区、保土ケ谷区、神奈川区、港北区、緑区方面に給水されていたが2014年3月に浄水場としての機能は廃止になり、2018年3月から配水池として運用されている。
災害発生時には2,400立方メートル以上を確保するように設計されている。
- 野毛山浄水場（横浜市西区老松町北緯35度26分45秒 東経139度37分23.5秒）

1887年（明治20年）、日本初の浄水場として完成。1923年（大正12年）の関東大震災で壊滅的被害を受け、浄水場としては廃止された。1930年、配水池として再建される。1967年には隣接地に新たな配水池が建設され、新旧の配水池が併用されたが、旧配水池は1993年の耐震診断で耐震性の不足が判明し、1995年に廃止された。野毛山公園内にはヘンリー・S・パーマーの胸像が建てられている。

### 配水池
川井・西谷・鶴ヶ峰・小雀の各浄水場に併設された配水池のほか、市内19か所に配水池が設けられている。
- 牛久保
- 港北
- 鶴見
- 菅田
- 恩田
- 三保
- 野毛山
- 平楽
- 仏向
- 今井

- 高塚
- 矢指
- 中尾
- 上永谷
- 港南台
- 峰
- 磯子
- 金沢隧道
- 金沢

### 導水路

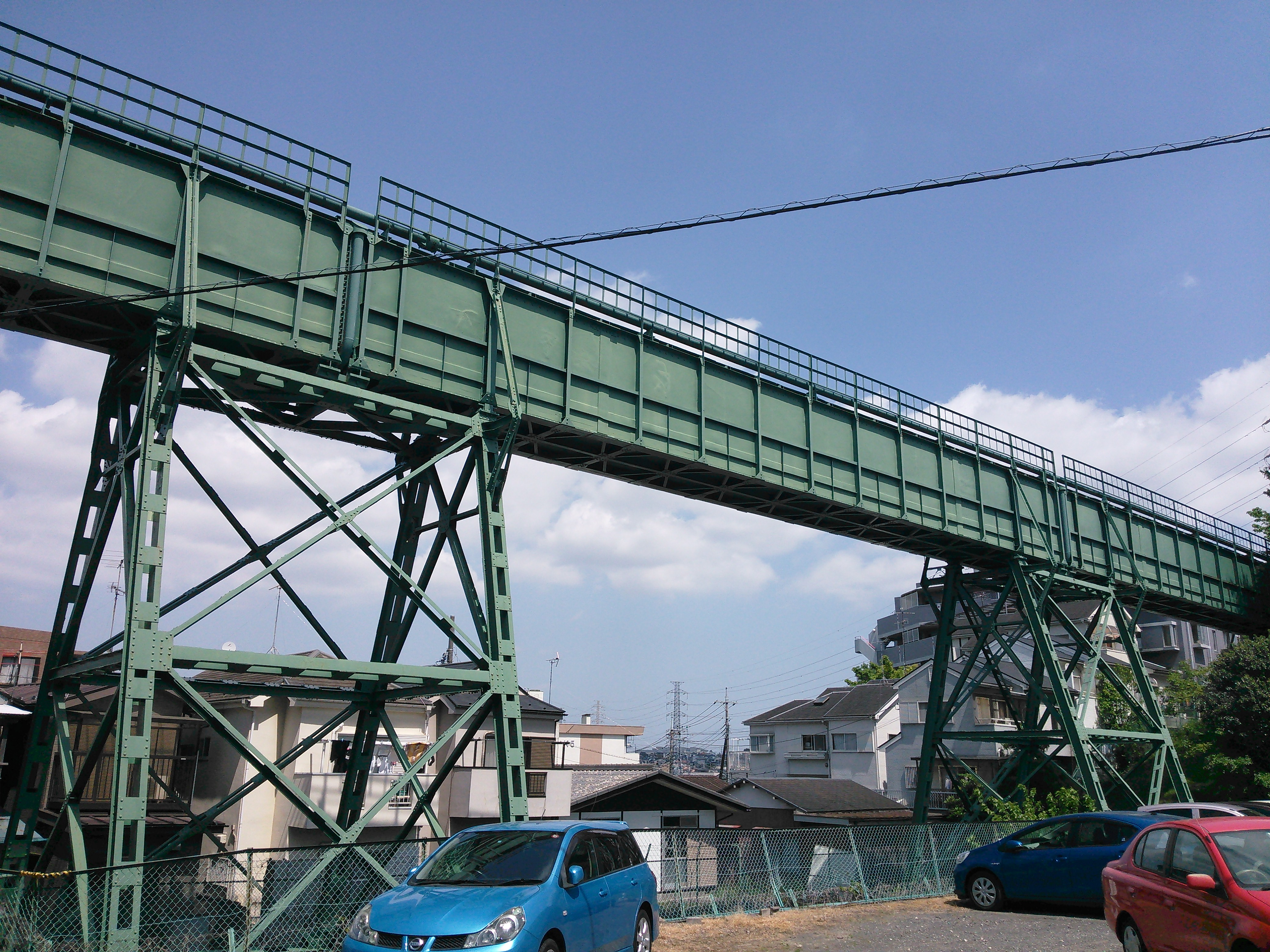
鶴ケ峰本町付近の第3鋼路橋

道志川・相模湖系統は地形の高低差を活かした自然流下式で、水源地から浄水場に原水を送る際に動力を要しない。川井浄水場から鶴ヶ峰浄水場を経て西谷浄水場に至る導水路のうち、旭区上川井町付近の大貫谷戸水路橋北緯35度29分59秒 東経139度30分0秒はかながわの橋100選に選定された。よこはま動物園に近い旭区上白根町から鶴ケ峰本町にかけての1.6Kmは、遊歩道「ふるさと尾根道緑道」北緯35度29分11.9秒 東経139度32分12秒として整備されている。
相模原市を通る横浜市水道道に設けた「横浜市水道道緑道」は、昭和63年度手づくり郷土賞（やすらぎとうるおいのある歩道）受賞。

### 道志村水源涵養林
本市唯一の単独水源である、相模川上流部の道志川の水源林の涵養機能を維持するため、横浜市は1916年（大正5年）に山梨県から南都留郡道志村の山林を取得した。ヒノキなどの人工林1,032ha、ブナなどの広葉樹、モミ・ツガなどの針葉樹からなる天然林1,554ha、沢筋や崖地等297haで構成される合計2,873haで、これは道志村の総面積7,957haの約36％を占める。道志川からの取水開始以来道志村と横浜市は友好関係にあり、2004年6月には「横浜市と道志村の友好・交流に関する協定書」および「横浜市民ふるさと村に関する覚書」が締結された。2003年10月からは、道志村で採水したボトルウォーター「はまっこどうし」を販売している。

## 災害時の飲料水確保について
横浜市水道局の計画では、平成29年度時点で配水池の耐震化率は92%になる見込みであり、災害発生時には約370万人の、1週間分の飲料水を上回る190,800立方メートルを確保することとしている。

## 財政
平成26年度時点
- 収益的収入　89,170百万円
- 収益的支出　92,699百万円
- 企業債残高　164,495百万円

## 組織
- 総務部
  - 総務課、人事課、人材開発課
- 経営部
  - 経営企画課、経理課、情報システム課
- 事業推進部
  - 資産活用課、公民連携推進課、国際事業課
- 給水サービス部
  - サービス推進課、給水維持課、菊名水道事務所、鶴見水道事務所、三ツ境水道事務所、青葉水道事務所、中村水道事務所、洋光台水道事務所、戸塚水道事務所
- 配水部
  - 配水課、北部方面工事課、南部方面工事課、北部方面配水管理課、南部方面配水管理課
- 浄水部
  - 浄水課、設備課、西谷浄水場、川井浄水場、水源林管理所、小雀浄水場、水質課、水道記念館
- 施設部
  - 計画課、技術監理課、建設課、工業用水課